# Sutherland c. Royaume-Uni
Sutherland c. Royaume-Uni est un arrêt de la Cour européenne des droits de l'homme datant du 21 mars 2001 retient que l'établissement d'une distinction entre majorité sexuelle hétérosexuelle et homosexuelle constitue une discrimination. La majorité sexuelle pour les relations hétérosexuelles était alors fixée à 16 ans contre 18 ans (depuis 1994, 21 ans auparavant) pour les relations homosexuelles.
Les dispositions de cet arrêt sont largement reprises lors des affaires L. & V. et S.L. contre Autriche du 9 janvier 2003.